# Carlos Manuel Urzúa Macías
Carlos Manuel Urzúa Macías (Aguascalientes, 9 de junio de 1955-Ciudad de México, 19 de febrero de 2024) fue un académico, matemático, político y economista mexicano. Fue secretario de Hacienda y Crédito Público durante la presidencia de Andrés Manuel López Obrador de 2018 a 2019.

## Biografía

### Estudios
Fue licenciado y maestro en Matemáticas por el Tecnológico de Monterrey y el Centro de Investigaciones y de Estudios Avanzados del Instituto Politécnico Nacional, respectivamente. También fue doctor en economía por la Universidad de Wisconsin.

### Trayectoria
Se desempeñó como Secretario de Finanzas del gobierno del Distrito Federal de 2000 a 2003. 
Fue miembro de la Academia Mexicana de Ciencias.
En 2017 fue nominado por Andrés Manuel López Obrador para formar parte de su gabinete al frente de la Secretaría de Hacienda y Crédito Público. Fue ratificado por la Cámara de Diputados el 13 de diciembre de 2018. Renunció el 9 de julio de 2019 argumentando discrepancias en materia económica con el resto de la administración, mencionando que:

Se han tomado decisiones de política pública sin el suficiente sustento. Estoy convencido de que toda política económica debe realizarse con base en evidencia, cuidando los diversos efectos que esta pueda tener y libre de todo extremismo, sea este de derecha o izquierda. Sin embargo, durante mi gestión las convicciones anteriores no encontraron eco. Aunado a ello, me resultó inaceptable la imposición de funcionarios que no tienen conocimiento de la Hacienda Pública. Esto fue motivado por personajes influyentes del actual gobierno con un patente conflicto de interés.

En octubre de 2023 anunció su incorporación al equipo económico de Xóchitl Gálvez, candidata presidencial de Fuerza y Corazón por México.

### Fallecimiento
El 19 de febrero de 2024 Urzúa fue hallado por personal de la Secretaría de Seguridad Ciudadana de la Ciudad de México en su domicilio en la alcaldía Magdalena Contreras. La SSC explicó que tras recibir un reporte sobre que una persona se encontraba lesionada en dicha vivienda se trasladaron al lugar, donde personal que trabajaba con él refirió que escuchó un fuerte golpe y, al revisar, lo encontró tirado en las escaleras «con una mancha hemática en la cabeza».
Un día después la Fiscalía de la CDMX informó que la causa de muerte del académico fue un infarto fulminante que le provocó caer de las escaleras, donde fue encontrado.

## Publicaciones
- El déficit del sector público y la política fiscal en México, 1980-1989, Santiago de Chile (1991): Naciones Unidas.
- Medio siglo de relaciones entre el Banco Mundial y México: Una reseña desde el trópico, Ciudad de México (2000): El Colegio de México.
- Recuerdan los muertos, Ciudad de México (2002): Tintanueva.
- Ejercicios de teoría microeconómica, Ciudad de México (2002): El Colegio de México.
- Política social para la equidad, coeditor con L. F. López-Calva y E. Ortiz, Ciudad de México (2006): Porrúa.
- Pobreza en México: Magnitud y perfiles, coeditor con R. Aparicio y V. Villarespe, Ciudad de México (2009): Grupo Edición-CONEVAL-UNAM-ITESM.
- Sistemas de impuestos y prestaciones en América Latina, coeditor con L. F. López-Calva, Puebla (2011): BUAP-IDRC-ITESM-PNUD.
- Fiscal inclusive development: Microsimulation models for Latin America, editor, Ciudad de México (2012): IDRC-ITESM-PNUD.
- Construyendo el futuro de México: Propuestas de políticas públicas, coeditor con T. Almaguer y H. Moreira, Monterrey (2012): ITESM.
- Criaturas vistas o soñadas: Adivinanzas, Ciudad de México (2014): Magenta Ediciones.